# Обрання гетьмана Кирила Розумовського у Глухові (заочне)
Елекція гетьмана Кирила Розумовського у Глухові — це урочисте обрання останнього гетьмана лівобережної України, що відбулося 4 березня (за старим стилем — 22 лютого) 1750 року в Глухові без присутності (заочно) майбутнього гетьмана Кирила Григоровича Розумовського.

## Підготовка обрання гетьмана
Грамота про відновлення гетьманства 1747 року «Про Буття в Малоросії гетьманові за колишніми норовами і звичаями» [Архівовано 4 серпня 2016 у Wayback Machine.] була надана Колегією іноземних справ лише в кінці 1749 року. Документ визначав столицею Лівобережної України місто Батурин.
Однак грамота була привезена на початку січня 1750 року у Глухів, який більше відповідав статусу столиці. Це право одержали українські старшини бунчуковий товариш Василь Андрійович Гудович і генеральний хорунжий, мемуарист Микола Данилович Ханенко.

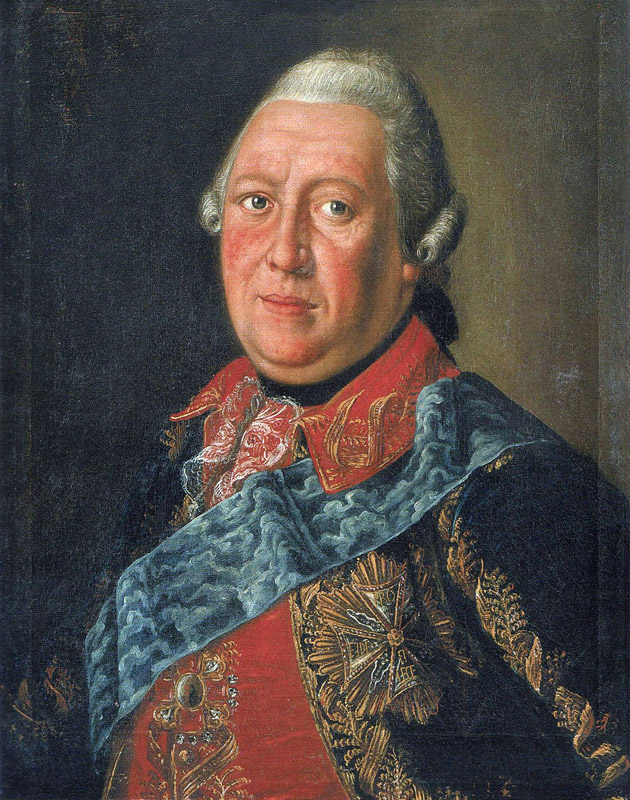
Портрет графа Івана Гендрикова художника Олексія Антропова, 1768 р.

Вслід за ними 16 січня 1750 р. до Глухова з царською жалуваною грамотою «прошеніе в гетманы Кирилы Григорьевича» прибув уповноважений імператриці генерал-аншеф, граф Іван Гендриков. Він звернувся до козацьких старшин з вимогою підписати «Прошення» про обрання гетьманом саме Кирила Розумовського.

## Урочистості
Елекція (обрання) відбувалася зранку 4 березня (22 лютого за старим стилем) 1750 року на головному Радному майдані столичного Глухова між Троїцьким собором (що будувався) та Миколаївською церквами.
О 10-й годині ранку пролунали гарматні залпи й гості почали збиратися до спеціально спорудженого для елекції помосту, прикрашеному гарусними штофом і червоним сукном. Головна увагу була зосереджена на почесному ескорті, що рухався з двору графа Івана Гендрикова. Секретар Колегії іноземних справ Степан Писарев у кареті віз на срібній тарелі царську грамоту. Перед нею грала українська музика і козацькі полки схиляли прапори. Дали рухалися понад двадцять бунчукових товаришів на чолі з ґенеральним хорунжим Миколою Ханенком, а Михайло Гамалія з бунчуковими товаришами несли гетьманську корогву.
Потім бунчукові товариші Маркович і Ширяй на червоній подушці несли гетьманську булаву і за нею йшли ґенеральні старшини: суддя Яким Горленко, підскарбій Михайло Скоропадський і писар Андрій Безбородько, й при них 24 бунчукові товариші. Бунчукові товариші Лизогуб і Чорнолузький на оксамитній подушці несли гетьманський бунчук. За ними далі йшов ґенеральний бунчужний Дем'ян Оболонський з бунчуковими товаришами та численною старшиною
Потім йшли ще бунчукові товариші та несли гетьманську печатку на оксамитній подушці генеральний хорунжий Яким Горленко та полтавський полковник Андрій Горленко. Відразу за ними йшли писар генерального суду Іван Піковець з канцеляристами ґенеральної канцелярії та військового суду. Завершував ходу козацької старшини — бунчуковий товариш П. Мокрієвич, який ніс військовий прапор. А за ним йшли ще військові товариші. Наприкінці урочистої ходи їхав каретою на шість коней царський представник Іван Гендриков, оточений гренадерами і придворними лакеями.
Всі присутні представники на чолі з митрополитом Тимофієм Щербацьким та трьома єпископами піднялися на поміст. Не було лише майбутнього гетьмана 22-літнього графа Кирила Розумовського. На площі розташувались традиційно мирські чини та козацька старшина.
Елекцію почав граф Іван Гендриков, повідомивши, що імператриця підтримала ідею відновити гетьманство:
|  | Е. И. В., по прошенію всего малороссійскаго народа, всемиловестивейше соизволяетъ быть попрежнему по всей Малой Росіи гетману и повелеваетъ избрать межъ себя изъ природныхъ своихъ людей гетмана, по малоросіским своимъ правамъ и вольностямъ, воольными голосами, для котораго избранія я съ высокомонаршей грамотою сюда, въ Малую Россію, и присланъ |

.
Секретар Колегії іноземних справ Степан Писарев зачитав жалувану грамоту та повертаючись в усі сторони, спитав «Кого ви хочете собі в гетьмани?» Всі кричали єдину кандидатуру Кирила Розумовського. Потім учасники тричі підтвердили вибір гетьмана, який перебував на той час у Петербурзі. Іван Гендриков «дистанційно» привітав Кирила Розумовського з обранням гетьманом.
На честь урочистостей з відновлення гетьманства салютували залпом із 101 гармати. Паралельно велась стрільба із рушниць. Грамоту і клейноди занесли до Миколаївської церкви, де відбулася на святочну служба Божа, відправлена високим духовенством з нагоди відновлення гетьманства. Після літургії всі гетьманські клейноди перенесли до дому Івана Гендрикова. Полки були розпущені, а козакам «для веселощів… викотили» понад 900 відер горілки.

## Подяки за обрання гетьмана
Українські старшини радіючи від поновлення гетьманства заплатили графу Івану Гендрикову 10 тисяч. Ще по 3 тисячі карбованців було надано супроводжуючим його чиновникам.
Після обрання гетьмана старшини обрали делегатів до самої імператриці. Право поїхати до Петербурга з подякою отримали генеральний бунчужний Дем'ян Оболонський, ніжинський полковник Семен Кочубей, бунчуковий товариш Ілля Журман, генеральний суддя Іван Піковець.
Царський указ довелось чекати майже чотири місяці. Лише 5 червня 1750 p. Кирила Розумовського було офіційно затверджено гетьманом Лівобережної України